# Сафоновская правда
«Сафо́новская правда» — общественно-массовая газета Сафоновского района Смоленской области, выходит два раза в неделю (по средам и пятницам) тиражом в 2500 экземпляров. Издается с марта 1931 года.

## Постоянные рубрики
- «Новости культуры»;
- «В учреждениях культуры»;
- «Из историко-краеведческого музея сообщают»;
- «Колонка репортера»;
- «Молодёжный досуг»;
- «Люби и знай свой край»;
- «Наши истоки»;
- «Что. Где. Когда»;
- «В сельских учреждениях культуры».